# Хокејашка Кућа славних
Хокејашка Кућа славних  (енгл. Hockey Hall of Fame) је музеј који одаје признање онима који су дали огроман допринос у развоју и популарности хокеја, као играчи, тренери, судије, и организатори. Ова установа покушава да сачува и промовише хокеј на свим нивоима.
Хокејашка Кућа славних је музеј и сала славних који се налази у Торонту у провинцији Онтарио у Канади. Посвећен историји хокеја на леду, садржи експонате о играчима, екипама и рекордима Националне хокејашке лиге (НХЛ), сувенирнице и НХЛ трофеје укључујући и Стенли куп.
Хокејашка Кућа славних основана је 1943. године Кингстону у провинцији Онтарио под вођством Џејмса Т. Садерленда. Прва класа почасних чланова примљена је 1945. године, пре него што је Кућа славних имала стално место. Преселило се у Торонто 1958. године након што је НХЛ повукао подршку Међународној хокејашкој кући славних у Кингстону због проблема са финансирањем.
Прва стална зграда музеја отворена је на изложбеном месту 1961. године. Сала је пресељена 1993. године и сада се налази у центру Торонта у некадашњој историјској згради банке Монтреал која се налази у комплексу Брукфилд плејс на чувеној Јанг улици. Од 1998. године, Хокејашка Кућа славних је и дом Куће славних Међународне хокејашке федерације (ИИХФ).

## Галерија
- Премијер Канаде Џон Дифенбејкер на отварању Куће славних
- Стенли куп
- Дрес Вејна Грецкија
- Репрезентативни дрес Чабе Прокеца